# Местников, Василий Васильевич
Василий Васильевич Местников (1 [14] января 1908, Якутск — 18 октября 1958, Якутск) — советский театральный режиссёр, актёр, педагог. Народный артист СССР (1958).

## Биография
В 1924—1929 годах учился в Якутском педагогическом техникуме (ныне Якутский педагогический колледж им. С. Ф. Гоголева). Участвовал в любительских спектаклях.
Осенью 1925 года был в числе набранных в состав первой якутской национальной труппы при Русском народном театре, ставшая Якутским театром (ныне Саха академический театр имени П. А. Ойунского).
В 1931—1934 годах учился на режиссёрском факультете ГИТИСа им. А. В. Луначарского (Москва). Стал одним из первых инициаторов открытия в 1932 году якутской национальной актёрской студии при институте.
В Якутском драматическом театре им. П. А. Ойунского работал с 1934 по 1958 год. Режиссурой занимался с 1934 года. В 1935—1938 и 1942—1943 годах — художественный руководитель и главный режиссёр театра. В разные годы им поставлено 26 пьес, в том числе пятнадцать оригинальных пьес местных драматургов.
В 1946—1948 годах был режиссёром Якутского музыкального театра-студии (ныне Якутский театр оперы и балета имени Д. К. Сивцева), где в 1947 году поставил первую якутскую оперу «Ньюргун Боотур» М. Жиркова и Г. Литинского на основе одноимённой музыкальной драмы Д. Сивцева, и балета «Полевой цветок» на основе якутской народной сказки «Старуха Бейберикеен» (тех же авторов).
Первый якутский режиссёр, поставивший спектакль на русском языке. В 1945 году поставил в Русском драматическом театре трагедию «Айаал» Д. Сивцева.
Вёл педагогическую работу по актёрскому мастерству.
Работал как переводчик. Перевёл на якутский язык и поставил на сцене театра ряд пьес.
Умер 18 октября 1958 года в Якутске. Похоронен в селе Кердюген (Мегино-Кангаласский улус, Якутия).

## Звания и награды
- Заслуженный артист Якутской АССР (1943)
- Заслуженный деятель искусств Якутской АССР (1955)
- Народный артист Якутской АССР (1957)
- Народный артист СССР (1958)[7]
- Почётные Грамоты Президиума Верховного Совета Якутской АССР.

## Творчество

### Постановки в театре
- 1935 — «Указ царя» П. Ойунского
- 1935 — «Да здравствует человек» Н. Мординова
- 1935 — «Партизан Морозов» В. Севастьянова
- 1937 — олонхо «Туйаарыма Куо» П. Ойунского
- 1937 — «Тина жизни» А. Софронова
- 1938 — «Братья» С. Ефремова
- 1938 — «Селькор Семён» Н. Слепцова-Туобулахова
- 1940, 1955, 1957 — олонхо «Ньургун Боотур» Д. Сивцева (1940 — поставлена как музыкальная драма, в 1955 — как олонхо — баллада, в 1957 — как олонхо — опера)
- 1941 — «Профессор Мамлок» Ф. Вольфа
- 1945 — «Айаал» Д. Сивцева
- 1949 — «Лес» А. Островского
- 1950 — «Первые искры» И. С. Клиориной
- 1951 — «Макар Дубрава» А. Корнейчука
- 1951 — «Свадьба с приданым» Н. Дьяконова
- 1953 — «Таланты и поклонники» А. Островского
- 1953 — «Земной рай» О. Васильева
- 1953 — «Семья Аллана» Г. Мухтарова
- 1953 — «Кузнец Кюкюр» Д. Сивцева
- 1954 — «Ыаллылар» («Соседи») Л. Габышева, Н. Золотарева-Якутского[8]
- 1954 — «Под золотым орлом» Я. Галана
- 1956 — «Отец и сын» Л. Тырина
- 1957 — «От колонии к коммуне» Н. Мординова